# Magnum Force
Magnum Force is een Amerikaanse actiefilm uit 1973 met in de hoofdrol Clint Eastwood. De film werd geregisseerd door Ted Post. Het is de tweede film in de "Dirty Harry"-filmreeks. John Milius en Michael Cimino schreven mee aan het scenario.
Harry Callahan is een keiharde politieman die voortdurend overhoop ligt met zijn collega's en bazen. Vandaar zijn bijnaam Dirty Harry. Wanneer een bende motoragenten het recht in eigen hand neemt, komt Harry ze op het spoor.

## Verhaal
Aan het begin van de film wordt vakbondsleider Carmine vrijgesproken van moord. Al gauw worden Carmine en zijn handlangers tijdens een autorit staande gehouden door een motoragent. De agent schiet alle inzittenden dood. Er worden op deze manier meer misdadigers vermoord en bij een van deze moorden wordt een vriend van Harry vermoord, Charlie McCoy.
Harry wordt op de zaak gezet en probeert het doodseskader te ontmantelen.

## Rolverdeling
| Acteur          | Personage                     |
| --------------- | ----------------------------- |
| Clint Eastwood  | Inspecteur Harry Callahan     |
| Hal Holbrook    | Politieluitenant Neil Briggs  |
| Felton Perry    | Inspecteur Early Smith        |
| Mitch Ryan      | Motoragent Charlie McCoy      |
| David Soul      | Motoragent John Davis         |
| Tim Matheson    | Motoragent Phil Sweet         |
| Kip Niven       | Motoragent Red Astrachan      |
| Robert Urich    | Motoragent Mike Grimes        |
| John Mitchum    | Inspecteur Frank DiGiorgio    |
| Tony Giorgio    | Frank Palancio                |
| Christine White | Carol McCoy                   |
| Adele Yoshioka  | Sunny                         |
| Albert Popwell  | J.J. Wilson, de pooier        |
| Margaret Avery  | Prostituee                    |
| Maurice Argent  | Nat Weinstein                 |
| Richard Devon   | Carmine Ricca                 |
| Suzanne Somers  | Meisje in zwembad (onvermeld) |

## Vervolgen
De film kreeg nog drie vervolgen, allemaal met Clint Eastwood in de rol van Dirty Harry:
- The Enforcer (1976)
- Sudden Impact (1983)
- The Dead Pool (1988)